# HMH-463
463ème Escadron d'hélicoptères lourds (USMC)
Le Marine Heavy Helicopter Squadron 463 (ou HMH-453) était un escadron d'hélicoptère de transport  du Corps des Marines des États-Unis composé d'hélicoptères CH-53E Super Stallion. L'escadron, connu sous le nom de "Pegasus" était basé à la Marine Corps Air Station Kaneohe Bay, à Hawaï. Il était sous le commandement du Marine Aircraft Group 24 (MAG-24) et de la 1st Marine Aircraft Wing (1st MAW). Le code de queue de l'escadron était "YH".

## Mission
Assurer le transport de soutien d'assaut des troupes de combat, des fournitures et de l'équipement lors d'opérations expéditionnaires, interarmées ou combinées à l'appui des opérations de la Force tactique terrestre et aérienne des Marines.

## Historique

### Service
Le HMM-463 a participé, durant la Guerre du Vietnam, à partir de 1966 :
- 1968 - Operation Bahroom
- 1973 - Operation End Sweep (en)
- 1975 - Opération Eagle Pull
- 1975 - Opération Frequent Wind

Guerre contre le terrorisme :
- 1990 - Opération Bouclier du désert (Guerre du Golfe)
- 1991 - Opération Tempête du désert (Guerre du Golfe)
- 2006 - Opération Iraqi Freedom
- 2009 - Opération Enduring Freedom (Guerre d'Afghanistan)

## Récompenses
| Ruban | Titre                                                                  |
|       | Presidential Unit Citation                                             |
|       | Navy Unit Commendation avec trois Bronze Star                          |
|       | Meritorious Unit Commendation avec une Silver Star et deux Bronze Star |
|       | World War II Victory Medal                                             |
|       | National Defense Service Medal avec deux Bronze Star                   |
|       | Armed Forces Expeditionary Medal                                       |
|       | Vietnam Service Medal avec deux Silver Star et une Bronze Star         |
|       | Southwest Asia Service Medal avec deux Bronze Star                     |
|       | Croix de la Vaillance (Viêt Nam) avec Palme                            |
|       | Vietnam Meritorious Unit Citation Civil Action Medal                   |
|       | Iraq Campaign Medal                                                    |
|       | Global War on Terrorism Service Medal                                  |